# Forese Donati

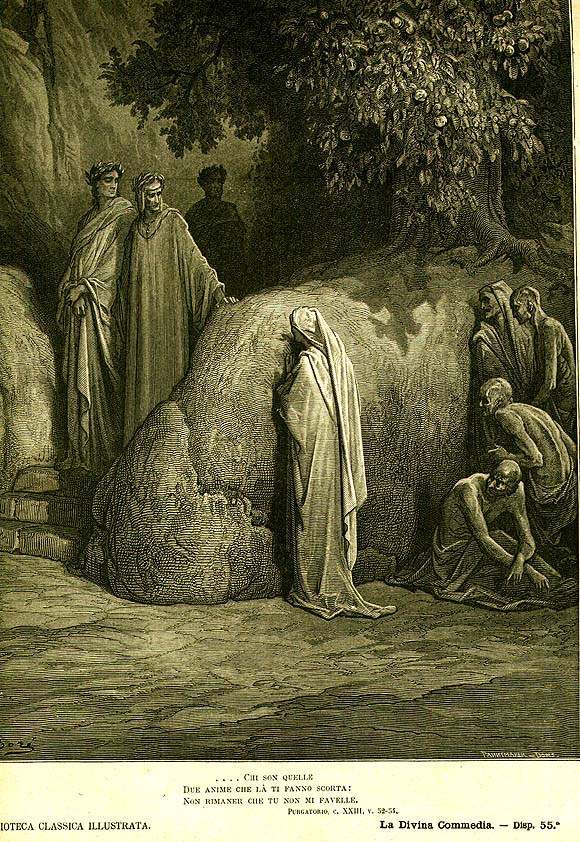
Dante y Virgilio se encuentran con Forese Donati (Gustave Doré)

Forese Donati fue un noble italiano nacido en Florencia, asociado con los Güelfos. Era hijo de Simone di Forese y Tessa, y hermano de Corso y Piccarda Donati. Estaba casado con Nella Donati y tenía una hija, Ghita, con ella. Era conocido como amigo de la infancia de Dante Alighieri . Murió en 1296, en Florencia.
En su juventud, Forese y Dante intercambiaron una serie de sonetos juguetones llamados tenzone, que toman la forma de una serie de insultos intercambiados.

## Biografía

### Familia
Forese Donati (apodado Bicci novello para distinguirlo de su abuelo paterno que llevaba el mismo nombre y quizás también el mismo apodo), era hijo de Simone di Forese y Contessa, conocida como "Tessa", cuyo origen familiar se desconoce. Tenía como hermanos a Corso Donati, líder de los Güelfos Negros en Florencia, a Piccarda Donati, a quien Dante Alighieri colocó en el cielo de la Luna, y a Rávena y Sinibaldo, cuyos nombres han llegado sólo a través de documentos históricos ]. También estaba relacionado con Dante Alighieri, ya que Forese era primo tercero de Gemma Donati.

### Matrimonio y muerte
Se sabe muy poco sobre la vida de Forese, aparte de su ascendencia magnate, en un año no especificado, se casó con una tal Nella con quien tuvo una hija, Ghita, que se casó con Mozzino di Andrea de' Mozzi; Debido a las disposiciones antimagnate establecidas por Giano della Bella (Las Órdenes de Justicia), Forese no pudo participar activamente en la vida política de la ciudad. Murió relativamente joven (si suponemos que nació a mediados del siglo XIII) en julio de 1296, y luego fue enterrado el 28 de ese mes en la iglesia de Santa Reparata.

## Citas en la literatura

### Forese enla Divina Comediade Dante
La amistad entre los dos poetas queda confirmada por su encuentro narrado por Dante en los cantos XXIII y XXIV del Purgatorio de la Divina Comedia .En estos dos cantos, los tonos difamatorios y el lenguaje hostil del Tenzone (citado implícitamente por el poeta en los versos 115-117) dan paso a la felicidad y la emoción entre los dos hombres, Dante se encuentra con Forese en la sexta terraza del Purgatorio, donde los glotones son castigados obligándolos a morir de hambre por comida y bebida mientras pasan junto a ellos, similar al castigo de Tántalo . Dante apenas reconoce el rostro demacrado de Forese y el estado de su amigo le causa gran dolor. Expresa sorpresa por la salvación de Forese (había muerto cinco años antes) y por su rápido avance a través de las terrazas del Purgatorio. Forese elogia a su esposa Nella, cuyas oraciones le han permitido pasar rápidamente por el Purgatorio, y en contraste difama a las mujeres florentinas vestidas provocativamente y predice que pronto se aplicarán códigos de vestimenta más restrictivos en Florencia, de una manera que recuerda a la invectiva moral cristiana de los Padres de la Iglesia del siglo IV.
Con curiosidad por saber cómo llegó Dante aquí, Forese pregunta por la vida de Dante desde su propia muerte. Dante se refiere a su amistad y su indulgencia conjunta en comportamientos pecaminosos cuando eran más jóvenes, probablemente incluyendo la composición del vulgar e insultante tenzone que se detalla a continuación. Dante le cuenta a Forese su viaje por el Infierno y el Purgatorio, acompañado de Virgilio . Pregunta por Piccarda, la hermana de Forese, y Forese le informa a Dante que Piccarda está ahora en el cielo . Continúa identificando a otros personajes destacados en la terraza de los glotones. Antes de dejar a Dante, Forese predice la muerte violenta de su hermano Corso y su descenso a los infiernos.

### Forese enTenzonede Dante con Forese
Se sabe una imagen más clara sobre Forese gracias sobre todo a la obra literaria de su amigo y pariente Dante Alighieri en el tenzone de Dante con Forese, (compuesto por seis sonetos, tres para cada uno de los dos litigantes), y presumiblemente compuesto entre 1293 y 1296. En este duelo, construido según las convenciones y los módulos estilísticos de la poesía cómico-realista de la época, los dos poetas se reprochan defectos y bajezas de todo tipo, utilizando expresiones de jerga, si no francamente difamatorias, Dante acusa a Forese de ser sexualmente inadecuado, además de tener problemas económicos. Describe que Forese está asociado con su apellido inmoral, conocido por ser infame por su forma de manejar el dinero. Hay un extracto de la madre de Nella en el tenzone en el que describe lo molesta que está porque Forese ha desperdiciado la dote de Nella. Su esposa es descrita como constantemente fría, ya que Forese no puede complacerla en la cama.En cambio, Forese reprocha a Dante su estado de pobreza y mendicidad, sus orígenes y la profesión de usurero de su padre Alighiero.

## Otras lecturas
- Alighieri, Dante . Purgatorio . Trans. Robert Hollander y Jean Hollander. Nueva York: Anchor Books, 2003.
- Terraza 6: Gula . Danteworlds de la Universidad de Texas en Austin. Consultado el 29 de marzo de 2008 <  >.

- Datos: Q3748000
- Multimedia: Forese Donati / Q3748000